# Мухаммед Реза Шаджарян
Мухаммед-Реза Шаджарян (перс. محمدرضا شجريان; 23 вересня 1940 — 8 жовтня 2020) — всесвітньовідомий іранський співак класичних пісень, композитор та майстер перської музики. Був названий найвеличнішим маестро перської класичної музики. Відомий також через талант у перській каліграфії.

## Життєпис

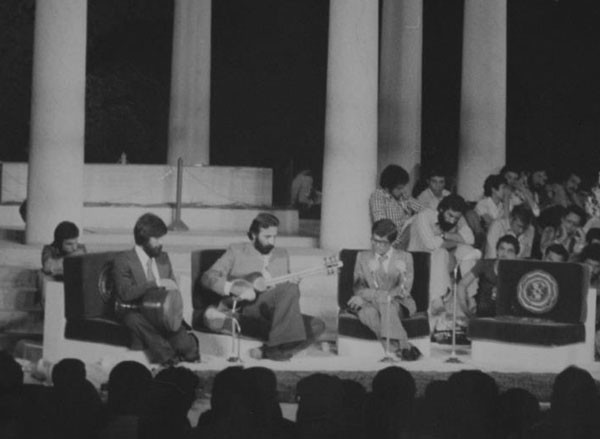
1970-ті на фестивалі в Ширазі

Народився у Мешхеді. Почав співати (цитувати Коран) у віці 5 років під керівництвом свого батька.
У 12 років почав вивчати традиційні співи «радіф» без згоди родини. Його релігійний батько не схвалював кар'єру співака, тому Мухаммед обрав собі псевдонім «Сіаваш Бідакані», проте згодом повернувся до свого справжнього імені.
Професійну кар'єру почав у 1959 на радіо Хорасан і досягнув слави у 1960-х. Після цього його прийняли на посаду викладача на Факультет мистецтв у Тегеранському університеті. На нього мали вплив ряд відомих іранських співаків. У своєму інтерв'ю 2012 році він визначив, що найбільший вплив мав Джаліл Шахназ.
За життя Шаджарян видав 19 альбомів.

## Політичні погляди
В альбомі «Бідаад» є слова про прекрасне місце, що перетворилося на бійню. У своєму інтерв'ю в Сакраменто 2012 р він зазначає, що обрав ці слова, щоб описати режим в Ірані після Ісламської революції. Він також вимагав припинити трансляцію своєї пісні «Іран, країна надії» на радіо та телебаченні, оскільки вона не має нічого спільного з ситуацією у країні.

## Нагороди
Отримав низку нагород у тому числі Медаль Моцарта UNESCO (2006), французький Орден «За заслуги» (2014). Номінувався на Ґреммі в 2004 та 2006.